# Destilleri

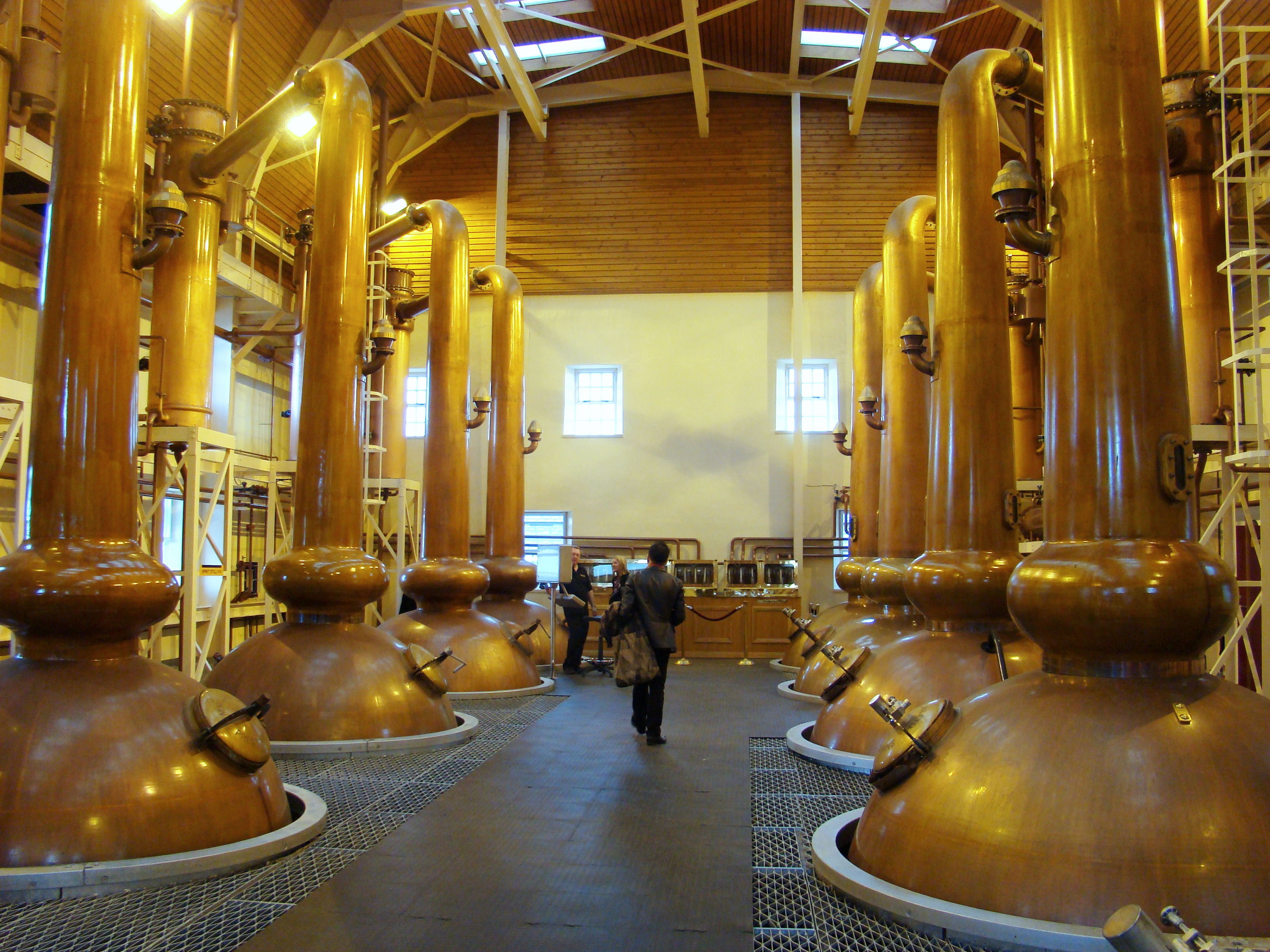
Glenmorangies whiskydestilleri.

Ett destilleri, förr vanligen kallat bränneri, är en anläggning för tillverkning av spritdrycker genom destillation. Till denna kategori av drycker hör bland annat brännvin, calvados, gin, cognac, rom, tequila, whisky och vodka.

## Destillerier i Sverige
I Skåne uppstod många stärkelsefabriker och brännerier under 1800-talet. Fabriksbyggnaderna, med sitt likartade utseende, finns oftast kvar och bidrar med en agrarindustriell karaktär till jordbrukslandskapet.
1911 stod Skåne för 81 procent av Sveriges totala produktion av brännvin. Kristianstads län stod ensamt för cirka 60 procent av Sveriges produktion. Strax efter 1900 fanns det 79 brännerier i Skåne.